# Festus Pragnell
Festus Pragnell (geboren am 16. Januar 1905 in Stourport, Worcestershire; gestorben Ende 1977 in Romsey oder Southampton) war ein britischer Science-Fiction-Autor.

## Leben
Pragnell stammte aus ärmlichen Verhältnissen. Zeitweise arbeitete er im Londoner Metropolitan Police Service. 1932 veröffentlichte er zusammen mit R. F. Starzl eine erste SF-Erzählung The Venus Germ in dem Pulp-Magazin Wonder Stories und war damit einer der ersten britischen Autoren, die in den US-Pulps publizierten. Von 1938 bis 1943 erschien die neunteilige Don Hargreaves-Kurzgeschichtenserie in Amazing Stories. Sein bekanntestes Buch war der Roman The Green Man of Graypec, der zweimal ins Deutsche übersetzt wurde (als Kampf im Atom und Die grünen Männer von Graypec). Der Roman handelt von einem Menschen, dessen Bewusstsein in den Körper eines fremdartigen Wesens in einer von verschiedenen Rassen bewohnten subatomaren Welt transferiert wird. Der Roman fand die Anerkennung von H. G. Wells. Die Fortsetzung erschien nur in deutscher Übersetzung als Kastrove der Mächtige (1966).

## Bibliografie
The Green Man of Graypec (Romanserie)
- 1 The Green Man of Graypec (1935, 1936, auch als The Green Man of Kilsona)
  - Deutsch: Kampf im Atom. Helios-Verlag, Bayreuth 1951. Auch als: Die grünen Männer von Graypec. Pabel (Utopia Grossband #102), 1959.
- 2 Kastrove the Mighty (nicht erschienen)
  - Deutsch: Kastrove der Mächtige. Pabel (Utopia Zukunftsroman #471), 1966.

Don Hargreaves (Kurzgeschichtenserie)
- 1 Ghost of Mars (1938)
- 2 Warlords of Mars (1940)
- 3 Kidnaped in Mars (1941)
- 4 Outlaw of Mars (1942)
- 5 Devil-Birds of Deimos (1942)
- 6 Into the Caves of Mars (1942)
- 7 Twisted Giant of Mars (1943)
- 8 Conspirators of Phobos (1943)
- 9 Madcap of Mars (1943)
- Warlords of Mars (2012, Sammlung)
- Twisted Giant of Mars (2012, Sammlung)

Einzelroman
- The Terror from Timorkal (1946)

Kurzgeschichten
- The Venus Germ (1932, mit R. F. Starzl)
- Men of the Dark Comet (1933)
- The Essence of Life (1933)
- The Isotope Men (1933)
- A Visit to Venus (1934)
- Man of the Future (1937)
- Monsters of the Moon (1937, auch als Francis Parnell)
- War of Human Cats (1940)
- Collision in Space (1943)
- Thieves of the Air (ca. 1943, mit Benson Herbert)
- The Machine-God Laughs (1948)